# 帕瑟河

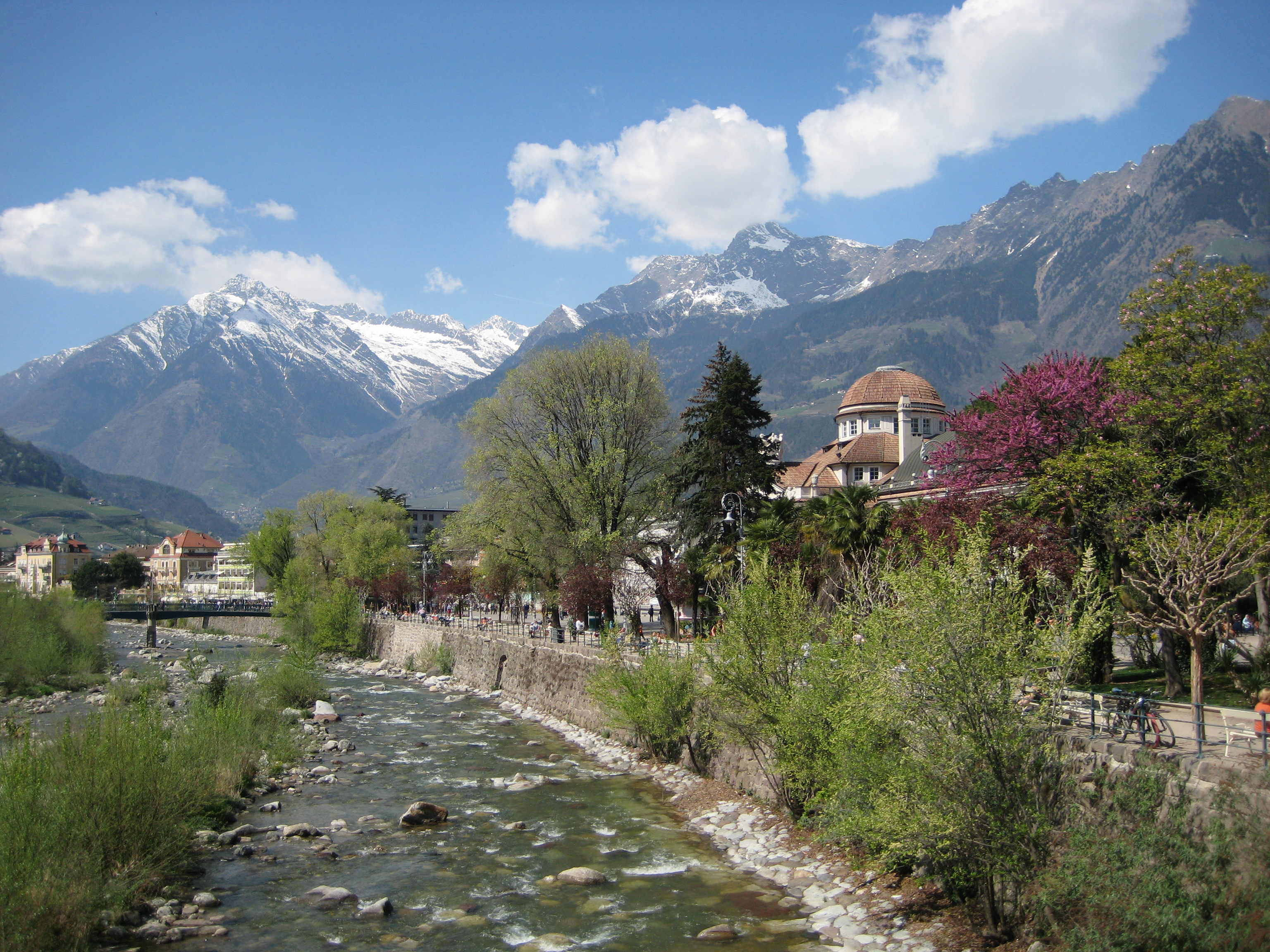

帕瑟河是意大利的河流，位於該國北部，屬於阿迪傑河的支流，河道全長42.6公里，流域面積427平方公里，發源自阿爾卑斯山脈，河口處在梅拉諾。

## 外部連結
- （意大利文） Agenzia provinciale per l'ambiente, ‘Torrente Passirio’ （页面存档备份，存于）, Acque superficiali (Provincia Autonoma di Bolzano - Alto Adige, 2009)
- （德文） Landesagentur für Umwelt, ‘Passer’ （页面存档备份，存于）, Oberflächengewässer (Autonome Provinz Bozen - Südtirol, 2009)

46°41′N 11°10′E / 46.683°N 11.167°E